# Słomka (Lewiczyn)
Słomka – część wsi Lewiczyn w Polsce położona w województwie mazowieckim, w powiecie mławskim, w gminie Lipowiec Kościelny, dawna osada młyńska.
Miejscowość wzmiankowana także jako Stromka. W XIX w. znajdował się tu młyn wodny na Mławce. W 1827 roku były tu 2 domy zamieszkiwane przez 25 osób. Miejscowość według stanu na 1889 liczyła 3 domy oraz 30 mieszkańców i należała do parafii w Mławie. Miała wtedy powierzchnię 132 mórg i należała do dóbr Lewiczyn będących we władaniu rodziny Unierzyskich.
W czasie II wojny światowej miejscowość została umocniona i stworzono tu zaporę w postaci wezbranej Mławki. Za obronę odpowiadały III batalion 78 Pułku Piechoty i II Mazurski Batalion Obrony Narodowej „Mazur II” wchodzący w skład 20 Dywizji Piechoty Armii „Modlin”. Pozostałością po tych działaniach są relikty sześciu żelbetowych schronów. Na pobliskim wzgórzu Niemcy utworzyli obóz pracy RAD (Reichsarbeitsdienst – Służba Pracy Rzeszy).
W latach 1975–1998 miejscowość należała administracyjnie do województwa ciechanowskiego.